# Carina Chojnacki
Carina Chojnacki (* 13. September 1982 in Mülheim an der Ruhr) ist eine ehemalige deutsche Fußballspielerin.

## Karriere
Die 175 cm große Chojnacki gehörte dem FCR 2001 Duisburg in der Saison 2002/03 als  Abwehrspielerin an. Sie bestritt 17 Punktspiele in der Bundesliga und debütierte am 8. September 2002 (3. Spieltag) beim 6:1-Sieg im Auswärtsspiel gegen den  FSV Frankfurt. Mit ihrer Mannschaft spielte sie auch am 31. Mai 2003 um den Gewinn des Vereinspokals, doch das Finale im Olympiastadion Berlin gewann der 1. FFC Frankfurt mit 1:0 durch das Eigentor von Martina Voss in der 89. Minute.
Die anschließende Saison war sie für Glück-Auf Sterkrade in der fünftklassigen Verbandsliga Niederrhein aktiv, bevor sie zur Saison 2004/05 zur SG Essen-Schönebeck wechselte, die in die Bundesliga aufgestiegen war. Bis Saisonende 2009/10 bestritt sie 96 Punktspiele, in denen sie zwei Tore erzielte. Ihr erstes Bundesligator (überhaupt) erzielte sie am 4. Dezember 2005 (10. Spieltag) beim 4:0-Sieg im Heimspiel gegen den FSV Frankfurt mit dem Treffer zum 2:0 in der 38. Minute. In ihrer letzten Saison kam sie in drei Pokalspielen zum Einsatz und schied mit ihrer Mannschaft mit 0:3 im Halbfinale beim FF USV Jena aus.
Von 2010 bis 2012 spielte sie für den 1. FFC Recklinghausen – zunächst in der 2. Bundesliga Süd, dann – Abstieg bedingt – in der drittklassigen Regionalliga West.

## Erfolge
- DFB-Pokal-Finalist 2003
- Meister Regionalliga West 2012